# Гентский алтарь

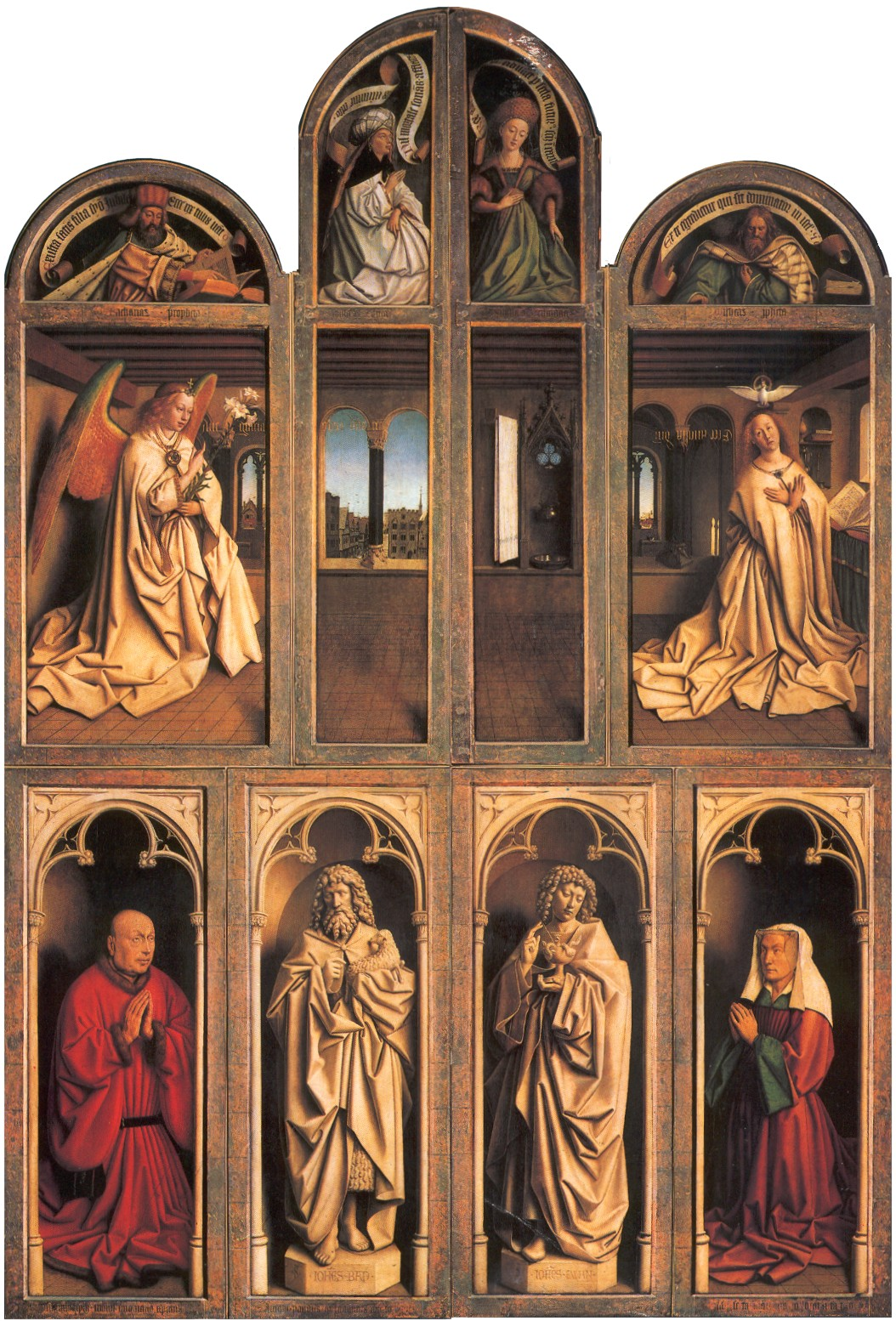
Алтарь в закрытом виде

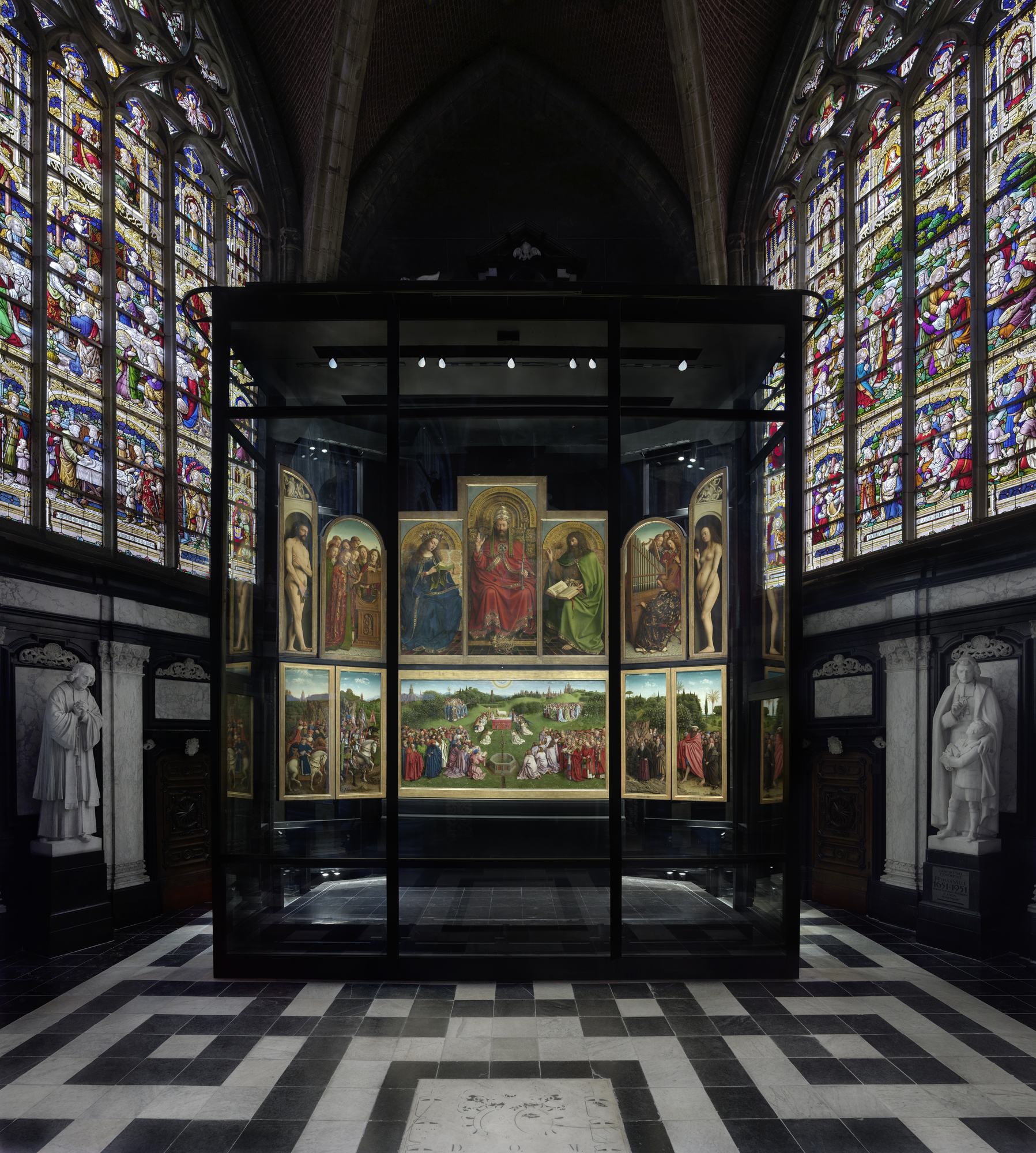
Алтарь в «Приделе таинства» (Sacramentskapel) собора Св. Бавона в Генте

Гентский алтарь, официальное название:  «Алтарный образ Поклонения Агнцу Божьему»  (нидерл. Het altaarstuk De aanbidding van het Lam Gods) — церковный политптих — многостворчатый живописный алтарь в католическом кафедральном соборе Святого Бавона в бельгийском городе Гент (провинция Восточная Фландрия). Алтарь создан по заказу Йоса Вейдта (нидерл. Joos Vijdt), богатого донатора церкви Святого Иоанна Богослова (XV век), позднее ставшей собором Святого Бавона (1561), для личной капеллы его жены. С 2021 года алтарь демонстрируется под специальной охраной за стеклом в отдельном «Приделе таинства» (Sacramentskapel). Алтарь считается мировым шедевром искусства живописцев нидерландской школы эпохи Северного Возрождения, братьев Яна и Хуберта ван Эйков.

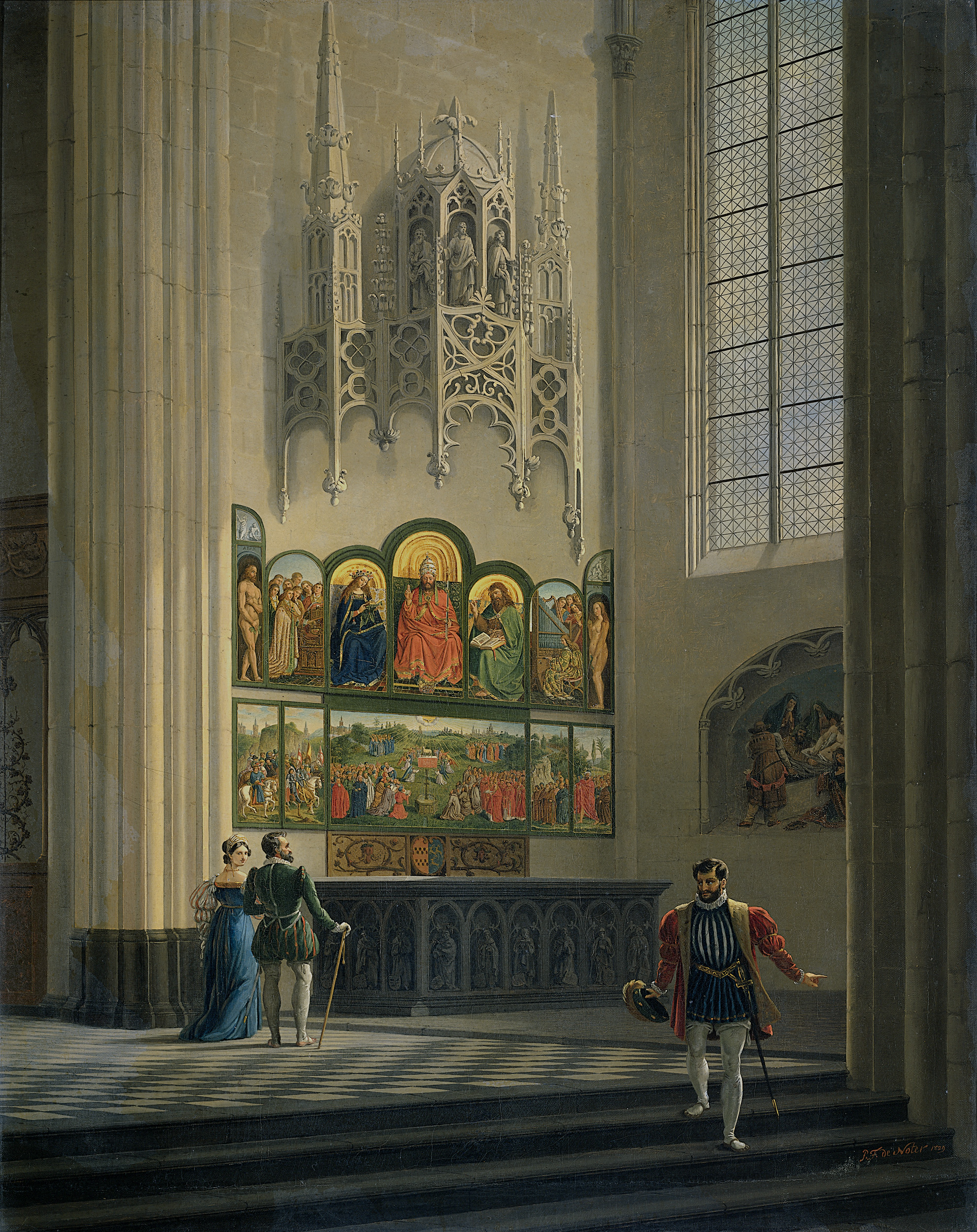
Алтарь в капелле Йоса Вейдта собора Св. Бавона

## История создания
При расчистке алтаря в начале XIX в. на нижней раме внешней стороны было обнаружено едва различимая латинская надпись: «PICTOR HUBERTUS EEYCK. MAIOR QUO NEMO REPERTUS INCEPIT. PONDUS. QUE JOHANNES ARTE SECUNDUS [FRATER]…» (Живописец Хуберт ван Эйк, какого великого не было, начал эту работу, а его брат Йоханнес, второй в этом искусстве, завершил трудную задачу по поручению Йоса Вейдта. С этой строкой жертвователь вверяет вашему попечению то, что произошло 6 мая с благодарением за успешный исход дела). Слово «frater» (брат) и часть надписи стёрлась. Однако понятно, что алтарь был освящён 6 мая 1432 года.
В 1565 году Лукас де Хере фламандский живописец и поэт эпохи Северного Возрождения, опубликовал книгу стихотворений о знаменитых художниках и их произведениях. Его ученик Карел ван Мандер в своей «Книге о художниках» (1604) процитировал сочинённую учителем оду в честь Гентского алтаря c подробным его описанием, произведения, положившего начало искусству Северного Возрождения в Нидерландах. В конце XVI века текст оды был помещён напротив алтаря, и каждый, кто входил в собор Святого Бавона в Генте, мог прочитать следующий текст:

 «Сходитесь любители искусства всех племён, и рассматривайте это сокровище искусства, в сравнении с которым богатейшие сокровища Креза делаются совсем незаметными, так как это дар неба, ниспосланный дорогой Фландрии. Сходитесь, говорю я, и с благоговением и пониманием рассматривайте все подробности, вы найдёте в нём море, где во все стороны разливается искусство и где каждая вещь представляется в таком чудном свете, что невольно вызывает похвалы… Но напрасно восхвалять что-либо, в особенности там, где каждая в отдельности вещь представляет собой прекраснейший драгоценный камень, ибо кажется, что всё здесь живёт и выступает из картины. Это зеркала, да, зеркала, а совсем не картины… Посмотрите ещё, какое разнообразие лиц в этом произведении. Их здесь более трёхсот и, несмотря на такое множество, нет ни одного похожего на другое… все его краски, невзирая на их двухсотлетнюю давность, не поблекли и сохранили хороший вид… Этот художник мог по праву считать себя истинным живописцем и безупречным мастером. Он обладал четырьмя качествами, необходимыми каждому живописцу: терпением, превосходной памятью, рисунком и глубоким умом. Тщательность живописи обнаруживает его терпеливый и кроткий нрав; способность изображать всё жизненно с мерой и искусством, чтобы всякий предмет вызывал желаемое впечатление, указывает на его память и рассудок. И, наконец, ум давал ему возможность глубоко проникать в смысл задуманного произведения».
В наше время реконструкция текста помещена в капелле рядом с алтарём братьев ван Эйк.

## Иконография и композиция алтаря
Алтарь в два человеческих роста написан на огромных дубовых досках минеральными красителями, растёртыми на очищенном льняном масле по меловому грунту (из смеси мелового порошка и клея). Существует легенда, изложенная Джорджо Вазари как достоверный факт, о том, что Ян ван Эйк является изобретателем техники масляной живописи. На самом деле такая техника была известна много ранее и использовалась, в частности, для раскраски деревянных алтарных скульптур и рельефов, братья ван Эйки, вероятнее, лишь усовершенствовали эту технику с помощью лессировок. Письмо просвечивающими лессировками по белому грунту отражающему свет и чистота пигментов отчасти объясняют необычайную яркость красок, не потускневших до наших дней.
Полиптих состоит из 24 панелей, на которых изображены 258 человеческих фигур. Боковые створки расписаны с двух сторон. Высота алтаря в центральной части достигает трёх с половиной метров, ширина (в раскрытом виде) — пяти метров. Картины, из которых состоит алтарь, расположены на внешней и внутренней стороне алтаря. Алтарные полиптихи (многостворчатые скульптурные и живописные алтари) в будние дни находились в закрытом виде, а по воскресениям и в торжественных случаях во время служб их раскрывали. Поэтому внутренние створки называли «праздничными».
Темой алтаря является поклонение Агнцу Божьему, образ Евангелия от Иоанна, согласно которому Иоанн Креститель сказал своим ученикам, указывая на приближающегося Христа: «Вот Агнец Божий, Который берёт на Себя грех мира» (Ин. 1:29). Наименование «Агнец» неоднократно употребляется в Откровении Иоанна Богослова: Отк. 5:6; Отк. 7:9; Отк. 12:11; Отк. 17:14; Отк. 21:23, Отк. 22:1. В центральной части алтаря «Поклонение Агнцу» показано как пророки, праотцы, апостолы, мученики, праведные жёны и святые стекаются к алтарю, на котором находится Агнец, символизирующий Иисуса Христа.

## Внешние створки алтаря
Роспись наружных створок алтаря в закрытом виде символизирует предсказание Спасения. В верхнем, пророческом ряду изображены Эритрейская и Кумская сивиллы, пророки Захария и Михей с бандеролями, на которых написаны тексты их пророчеств. Ниже — сцена Благовещения Марии с фигурами Девы Марии и архангела Гавриила в комнате (возможно, комнате Вейдтов), через раскрытые окна которой угадывается вид города Гента. Самый нижний ряд занимают фигуры Иоанна Крестителя (слева от зрителя) и Иоанна Богослова. Они написаны гризайлью и стилизованы под каменные статуи. По сторонам представлены в коленопреклонённой молитвенной позе донатор Йос Вейдт и его жена Лизбетта Борлют.

## Внутренние створки алтаря
В раскрытом виде размеры алтаря увеличиваются в два раза. На центральной створке верхнего ряда изображён восседающий на троне Бог-Отец. По правую руку от Него — Дева Мария, по левую — Иоанн Креститель, по сторонам — музицирующие ангелы. На правой крайней створке (от Бога-Отца) — обнажённая фигура Адама, а над ним, в люнете — сцена жертвоприношения Каина и Авеля, на левой — обнажённая праматерь: Ева, над ней — сцена «Каин убивает своего брата Авеля». У ног Вседержителя в центре лежит корона, символизирующая превосходство над всеми царями. На мантии вышита надпись: «Царь царей и Господь господствующих». Ныне большинство исследователей считают, что в этом образе по средневековой нидерландской традиции слились символические черты Бога-Отца и Сына, а вся центральная часть верхнего ряда, более архаичная по живописи, написана старшим братом Хубертом, фигуры же Адама и Евы, впечатляющие натурализмом, как и, вероятно, остальные части алтаря, «свидетельствуют о новых тенденциях нидерландской живописи „арс нова“, представителем которых был Ян ван Эйк».
В центре нижнего яруса представлена главная сцена — поклонение жертвенному Агнцу, символизирующего искупление первородного греха. Над Агнцем в сиянии виден голубь, символ Святого Духа. Кровь Агнца стекает в жертвенную чашу. Перед жертвенником расположена восьмигранная купель Крещения (фонте), источник вечной жизни, даруемой верой в Спасителя (число восемь — символ вечности). Вокруг престола — коленопреклонённые ангелы. Слева от купели — группа ветхозаветных праведников, справа — апостолы, за ними папы и епископы, монахи и миряне. На дальнем плане — мистический пейзаж, видение Града Небесного — Нового Иерусалима.
На нижних боковых створках слева представлено Христово воинство (раннехристианские воины-мученики) и Судьи Израильские, справа — отшельники и Святой Христофор, ведущий пилигримов.

## Иконографическая схема
|                      |                      |                       |                      |                      |                                 |
|                      |                      |                       |                      |                      |                                 |
| Пророк Захария       | Пророк Захария       | Эритрей- ская сивилла | Кум- ская сивилла    | Пророк Михей         | Пророк Михей                    |
|                      |                      |                       |                      |                      |                                 |
| Гавриил              | Гавриил              | Окно                  | Шкаф                 | Мария                | Мария                           |
|                      |                      |                       |                      |                      |                                 |
| Донатор: Joost Vijdt | Св. Иоанн Креститель | Св. Иоанн Креститель  | Св. Иоанн Евангелист | Св. Иоанн Евангелист | Жена донатора: Lysbette Borluut |

|                                |                                |                                |                                |                               |                               |                               |                     |                     |                     |           |
| Жертвоприношение Каина и Авеля | Жертвоприношение Каина и Авеля | Жертвоприношение Каина и Авеля | Жертвоприношение Каина и Авеля |                               |                               | Каин убивает Авеля            | Каин убивает Авеля  | Каин убивает Авеля  | Каин убивает Авеля  |           |
|                                |                                |                                |                                |                               |                               |                               |                     |                     |                     |           |
| Адам                           | Поющие ангелы                  | Поющие ангелы                  | Поющие ангелы                  | Дева Мария                    | Господь Всемогущий            | Св. Иоанн Креститель          | Музицирующие ангелы | Музицирующие ангелы | Музицирующие ангелы | Ева       |
|                                |                                |                                |                                |                               |                               |                               |                     |                     |                     |           |
| Праведные судьи (копия)        | Праведные судьи (копия)        | Рыцари Христовы                | Рыцари Христовы                | Поклонение мистическому Агнцу | Поклонение мистическому Агнцу | Поклонение мистическому Агнцу | Отшель- ники        | Отшель- ники        | Пилигримы           | Пилигримы |

## Внутренний вид алтаря. Верхний ряд

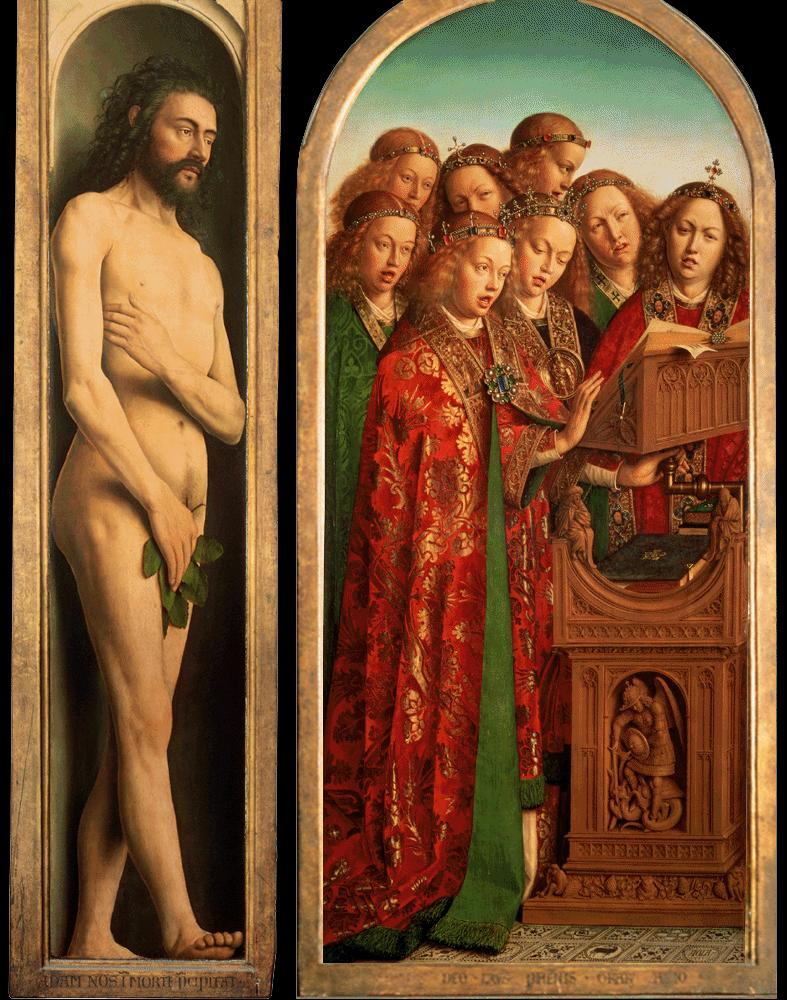
Адам и ангелы
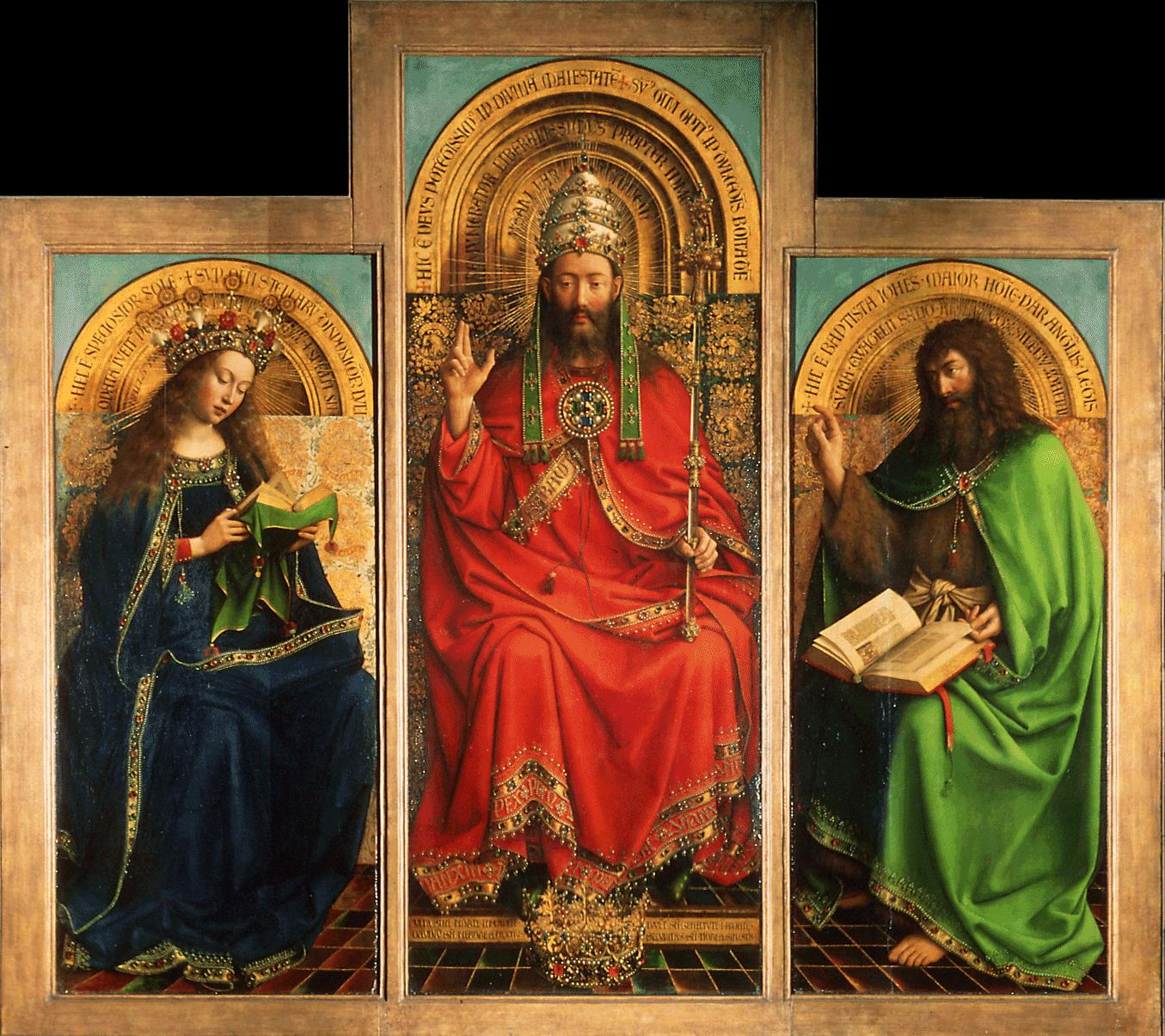
Богоматерь, Бог-Отец и Иоанн Креститель
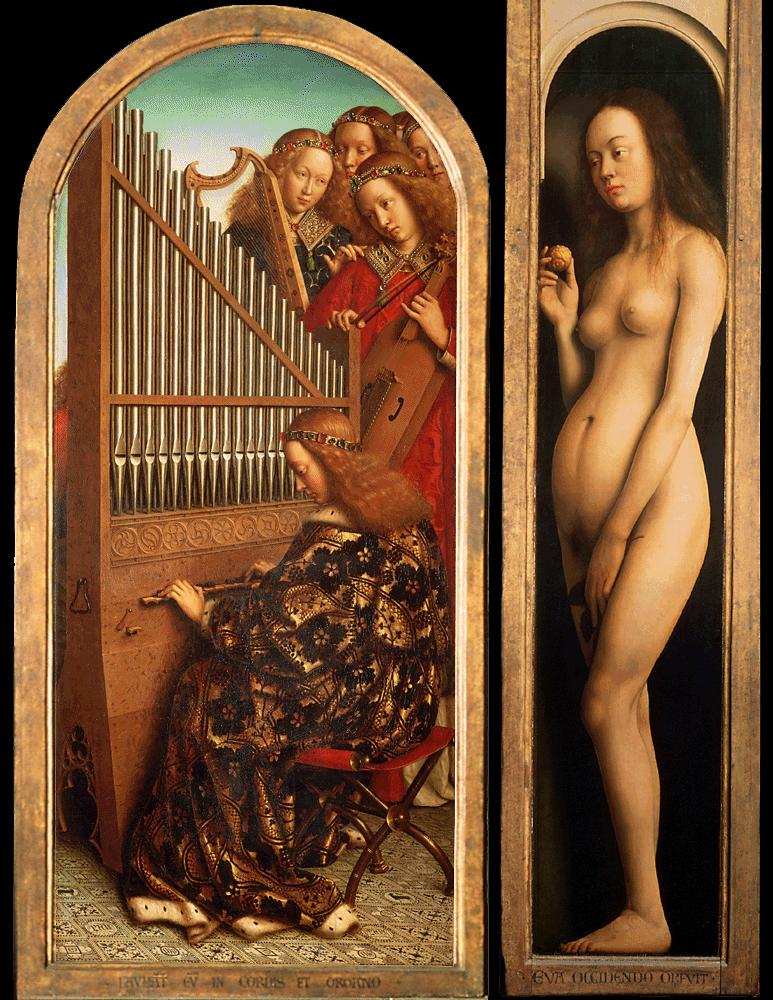
Ангелы и Ева

## Нижний ряд

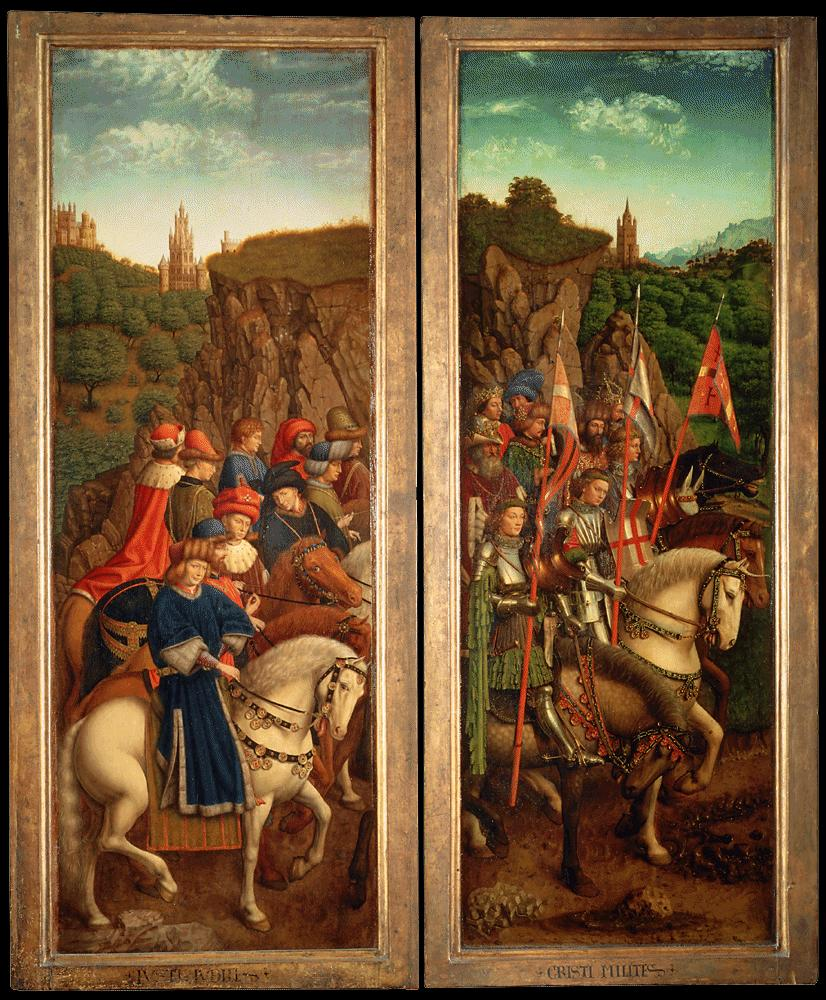
Праведные Судьи и Воинство Христово
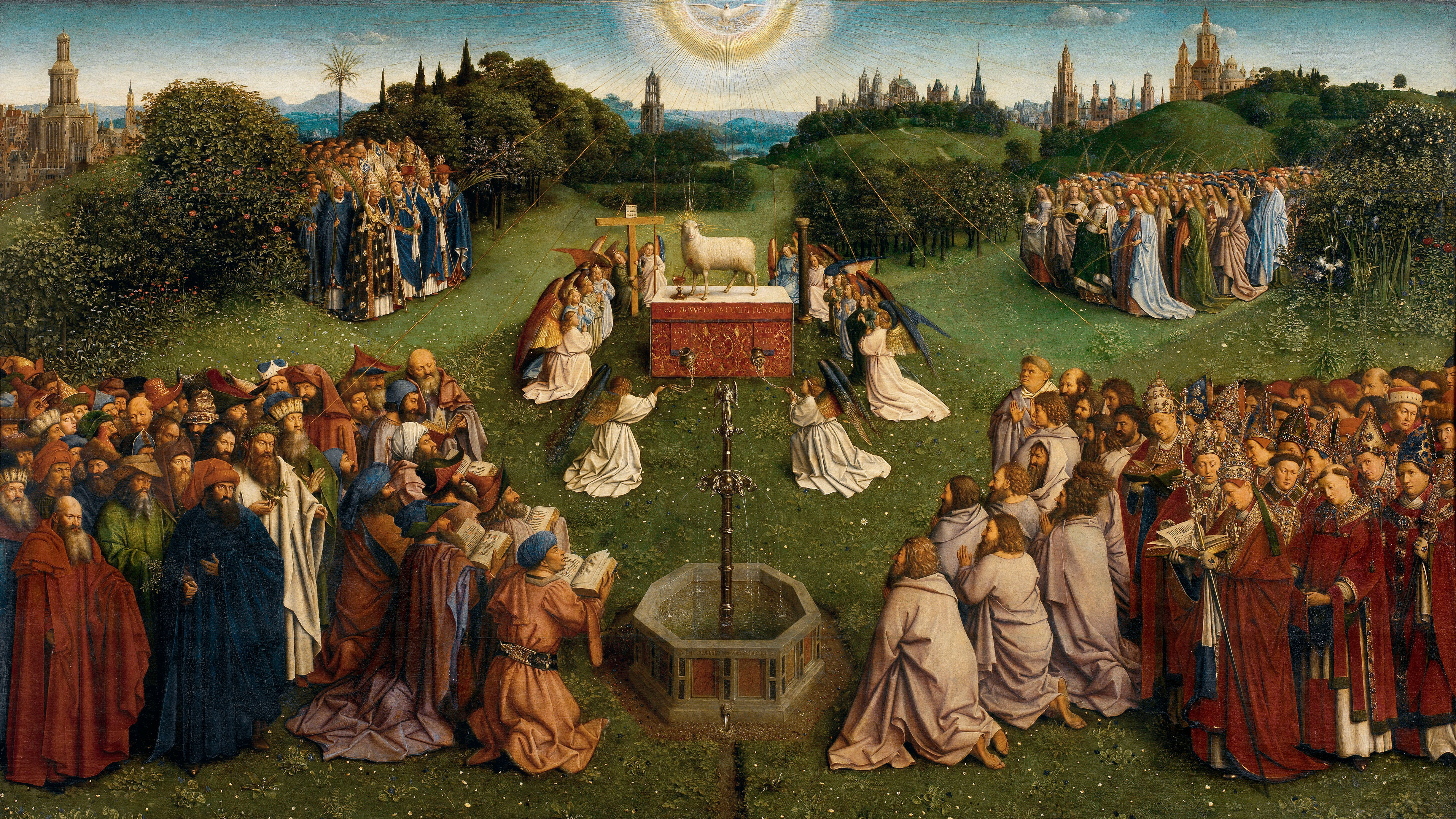
Поклонение агнцу
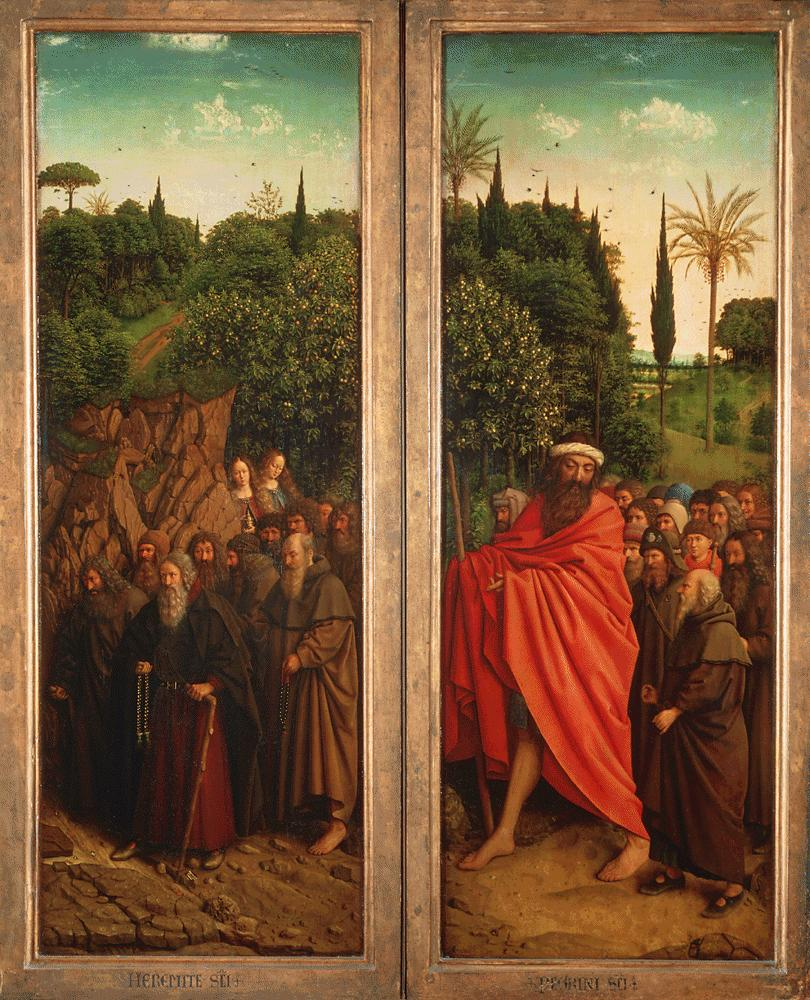
Шествие отшельников и пилигримов

## Изобразительное пространство Гентского алтаря
Многостворчатые алтари, в которых возникают сложные пространственные и семантические отношения изображений на внешних и внутренних створках, сами по себе создают особое изобразительное пространство, в которое включается зритель. С правильной интерпретацией и оценкой такого пространства, в свою очередь, связана проблема смысловой симметрии композиции. Российский филолог, лингвист и семиотик Б. А. Успенский посвятил этой проблеме несколько научных трудов, в том числе монографию «Семиотика искусства» (1995). Успенский рассматривал в качестве примера такой проблемы композицию Гентского алтаря. В отличие от древнерусских икон, в которых верхний, горний мир противопоставлен по вертикали нижнему, дольнему, конструкция раскрывающихся створок многочастного алтаря предполагает последовательное прочтение изобразительного пространства одновременно в глубину и по горизонтали. Поэтому в разных частях алтаря, в зависимости от их положения в общей композиции, по-разному противопоставлены два мира: действительный, в котором находится зритель, и потусторонний — сакральный.
Так «внутри» изображения центральной части раскрытого алтаря — в сцене «Поклонения жертве» — мужские фигуры, согласно иконографической традиции, изображены по правую, «сильную», сторону от алтаря, женские — по левую. Это расположение соответствует закономерностям психологии зрительного восприятия, отражённым, в частности, в так называемом «правиле диагоналей». Но для зрителя, находящегося перед алтарём, всё выглядит в зеркальном изображении. Поэтому на переднем плане той же сцены пространство организовано иначе — так, как его воспринимает внешний наблюдатель: по его правую руку показаны «правые» персонажи, символизирующие Новый Завет, по левую — «неправые», ещё не просвещенные светом истины персонажи Ветхого Завета.
В одной композиции соединены две зрительские позиции и две перспективы — внутренняя и внешняя: сакральная и земная. Божественный мир представлен в глубине картины, земной — ближе к раме, означающей материальный мир. Подобным же образом соотносятся изображения наружных и внутренних боковых створок алтаря. Исследователи давно обратили внимание на особенный натурализм образов Адама и Евы на боковых створках алтаря и на необычное положение ноги Адама, выходящей за раму картины, а также странный ракурс этих фигур, показанных снизу, в то время как остальные фигуры центральной части изображены несколько сверху. Кроме того, фигуры Адама и Евы своей материальностью и объёмностью, превосходящей все прочие образцы искусства Северного Возрождения, напоминают деревянные расписные статуи средневековых соборов. Одно из объяснений этого факта заключается в том, что, расположенные у края композиции, эти фигуры относятся не к внутреннему, сакральному изобразительному пространству, а к внешнему миру зрителя и соотнесены с интерьером храма (в данном случае специально построенной капеллы), в котором находились подобные статуи (есть версия о том, что эти фигуры были частью утраченной деревянной резной рамы алтаря). Таковы же фигуры Иоанна Крестителя, Иоанна Евангелиста и донаторов, помещённые на наружных створках. Они изображены в нишах, которые мысленно соотносятся с архитектурным пространством храма, в котором находится зритель. Внутренне пространство раскрытого алтаря, напротив, создаёт ощущение последовательного углубления изобразительного пространства, в особенности центральная часть со сценой Поклонения Агнцу, которая как бы втягивает взгляд зрителя в глубину.
Сцена Благовещения Марии верхнего яруса наружной части алтаря трактована в переходном стиле: фигуры Архангела Гавриила и Девы Марии написаны монохромно, подобно статуям, но в одно и то же время как живые и как потусторонние. Они существуют в собственном пространстве, которое находится, согласно сюжету Благовещения, между миром земным и небесным.

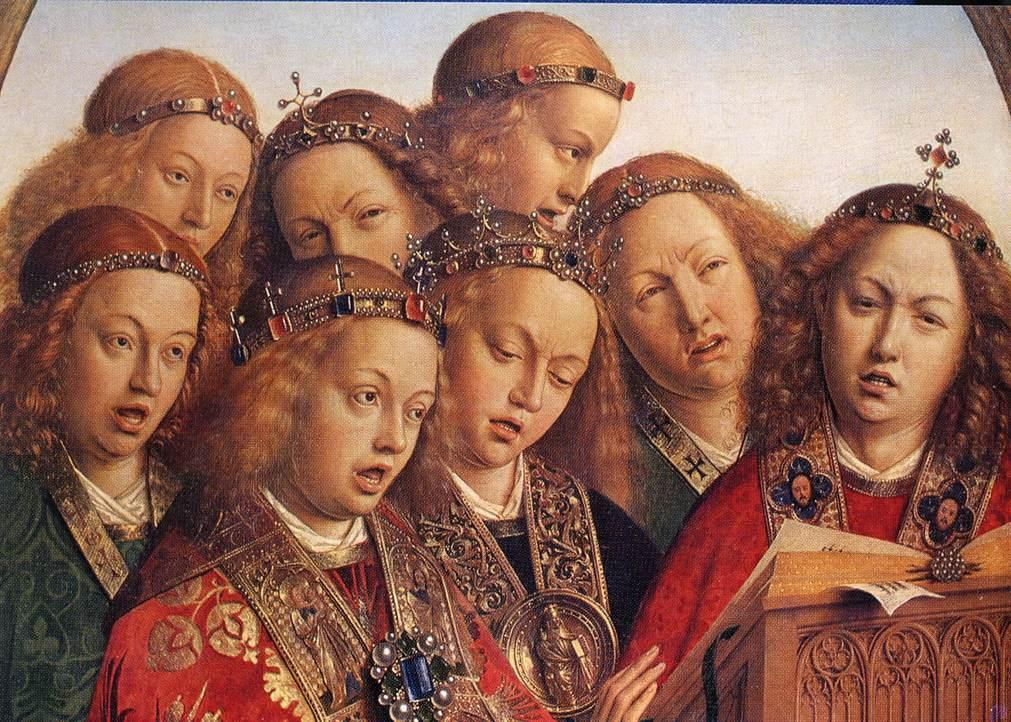
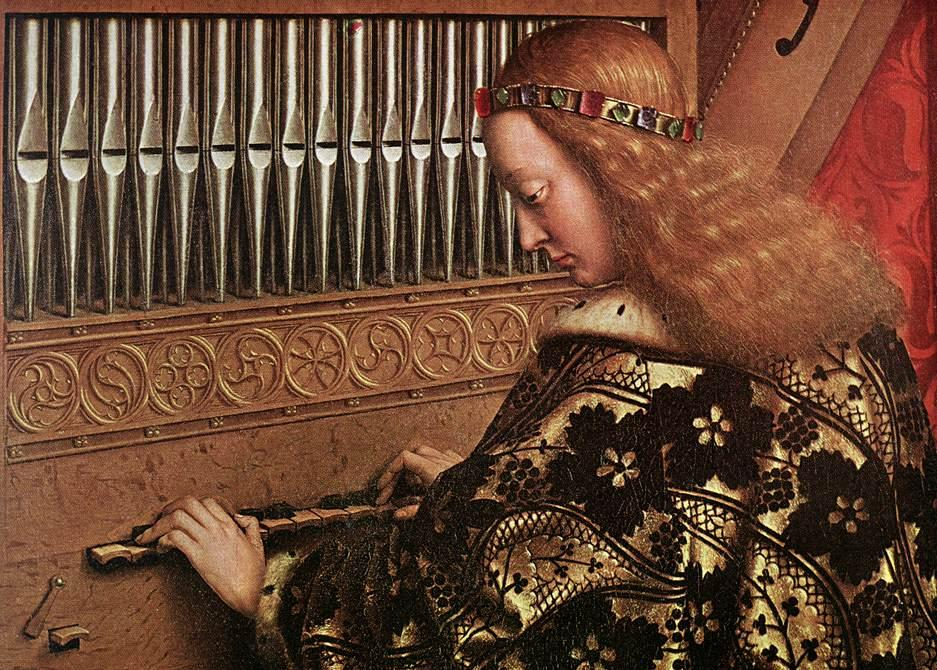
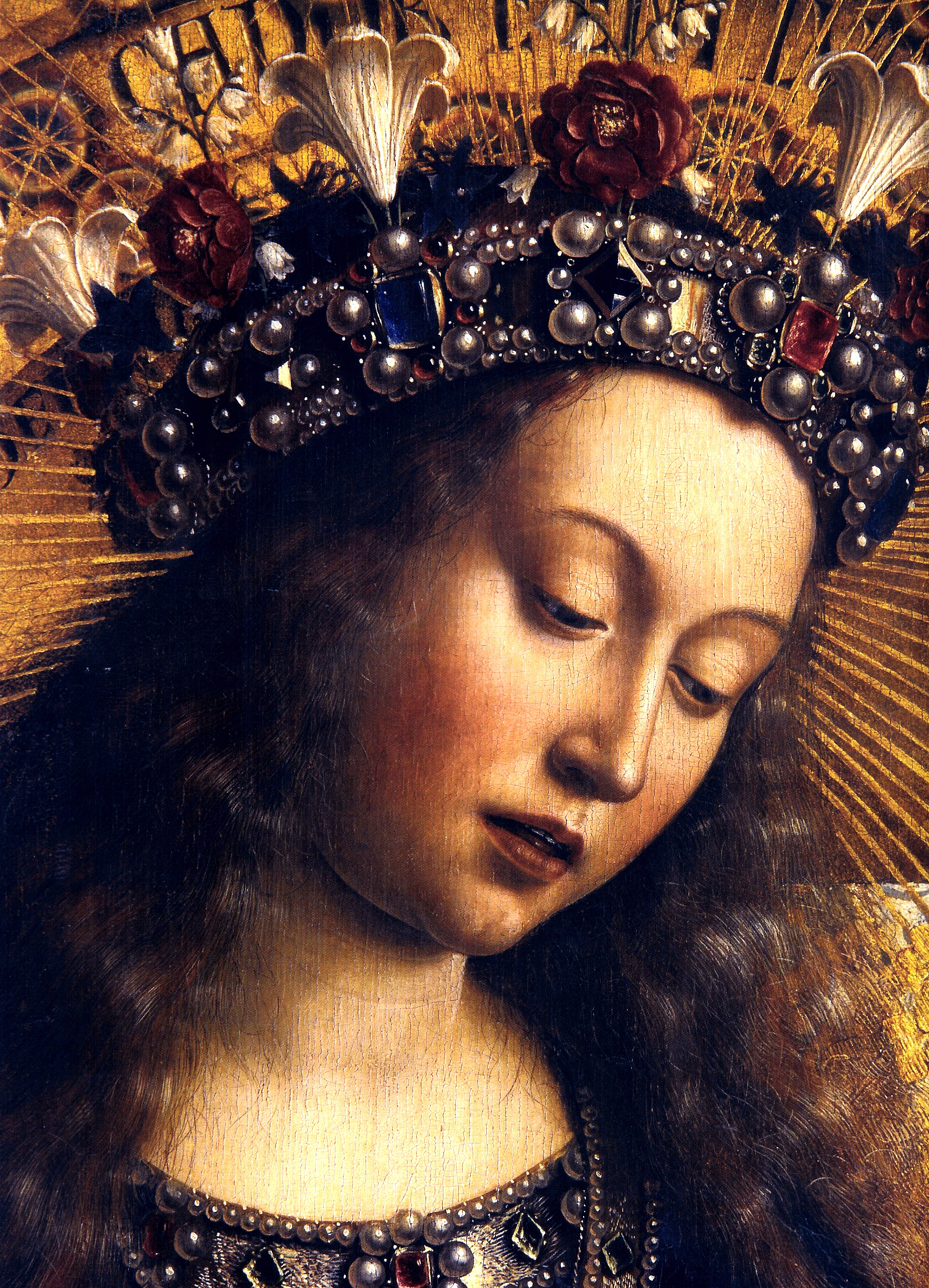
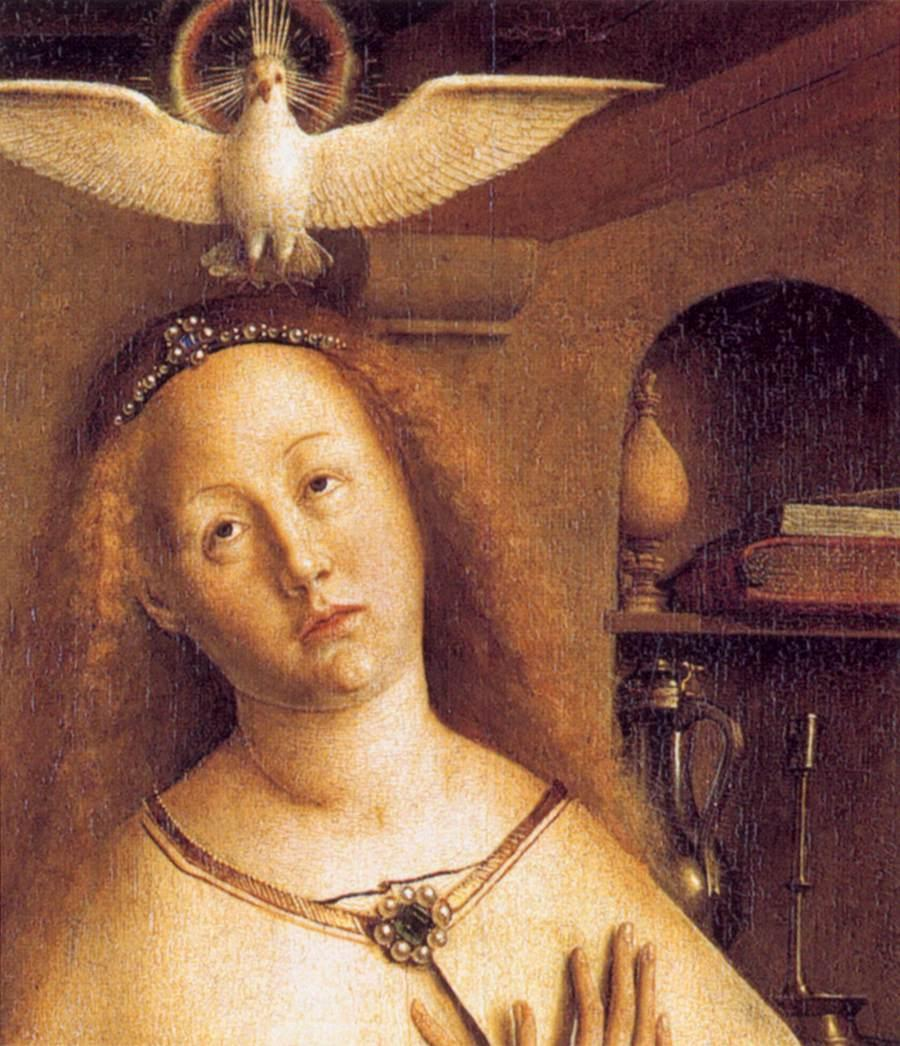
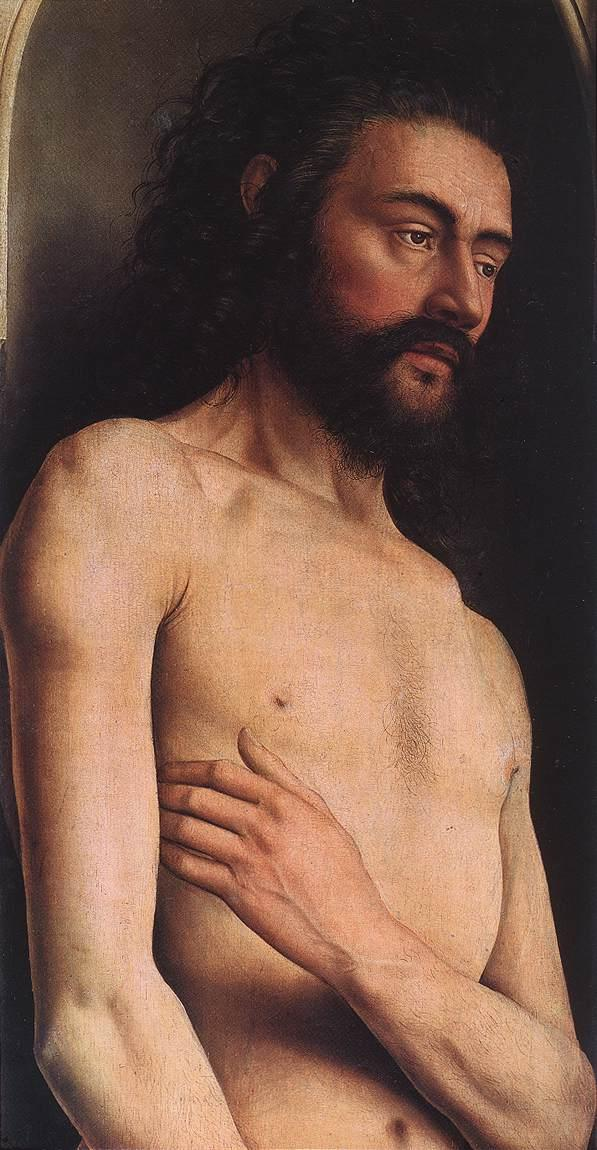
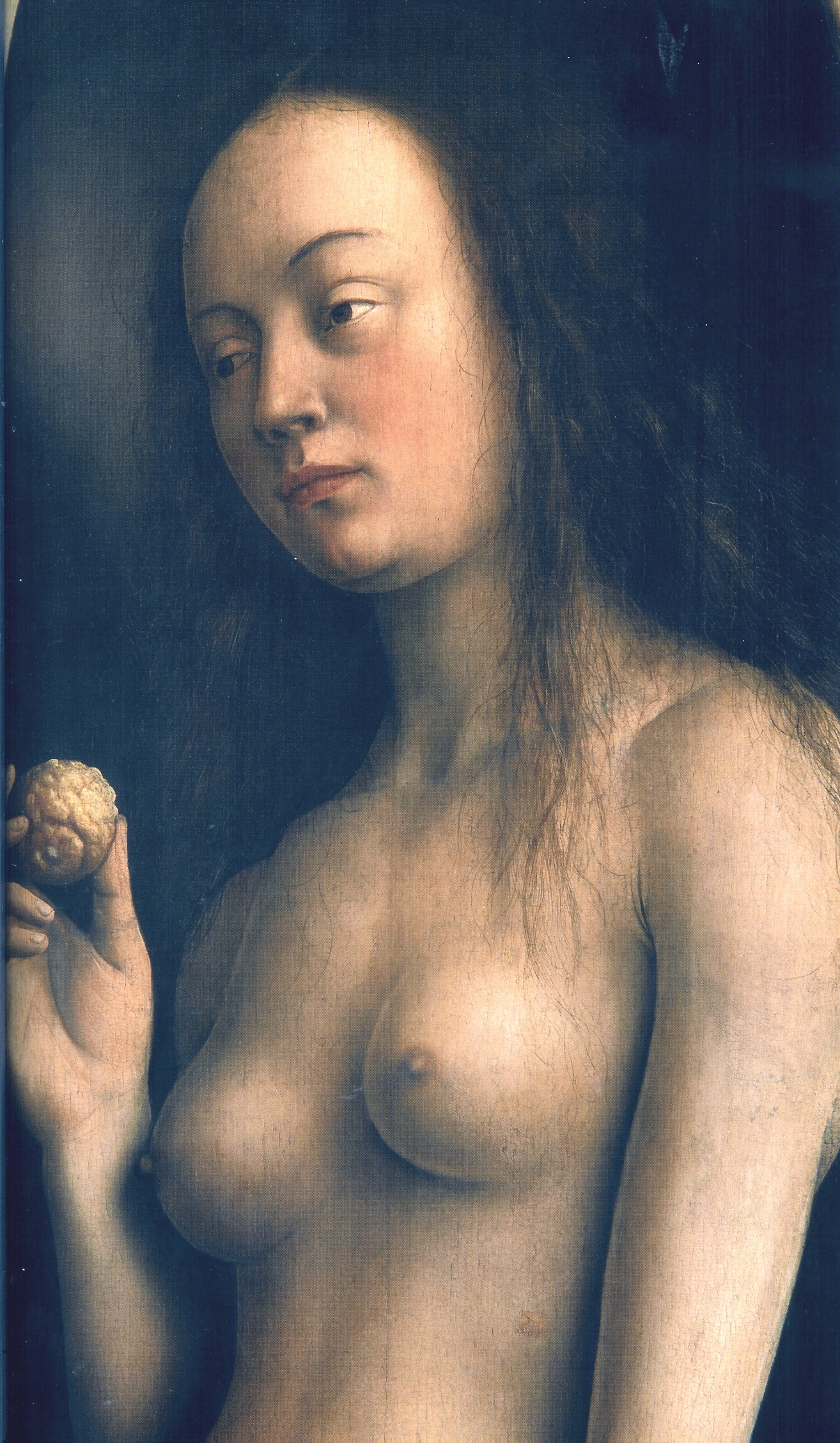
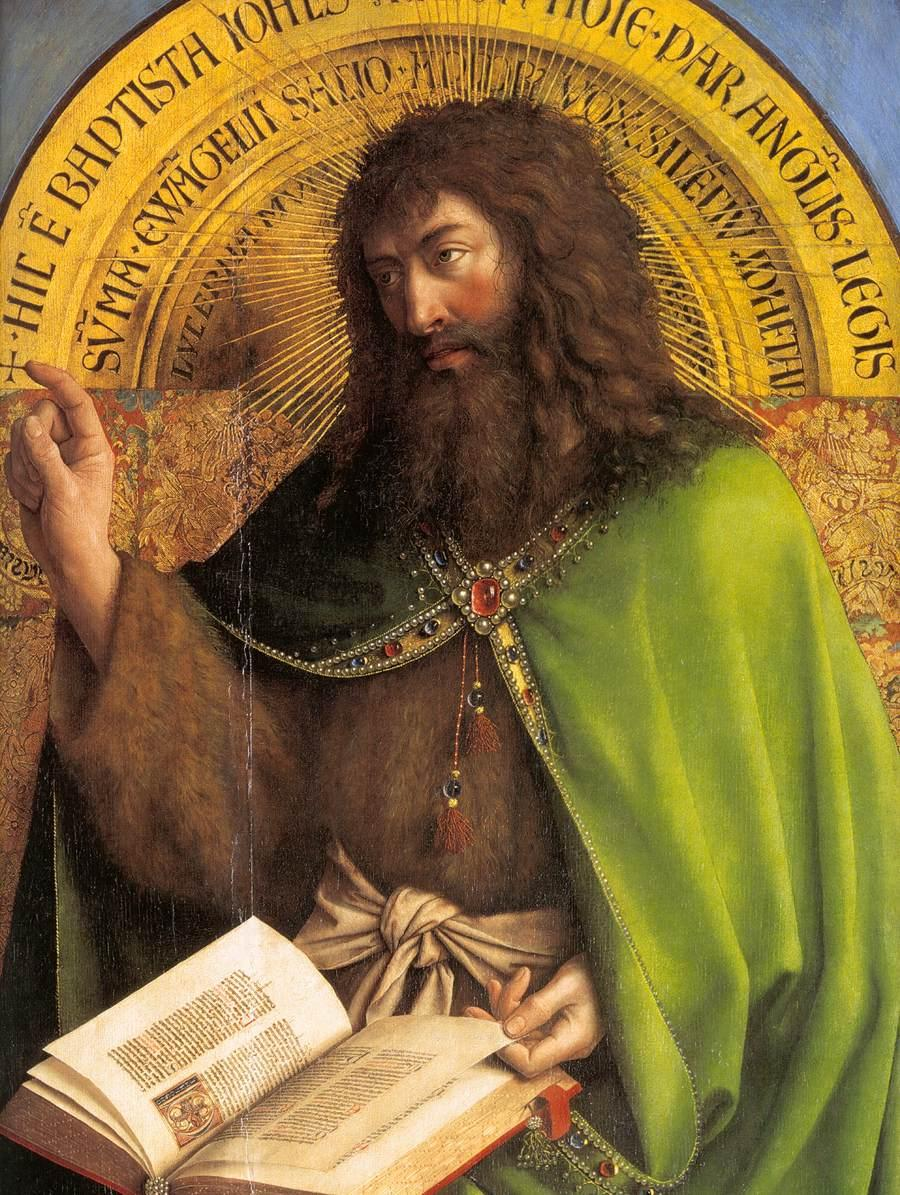
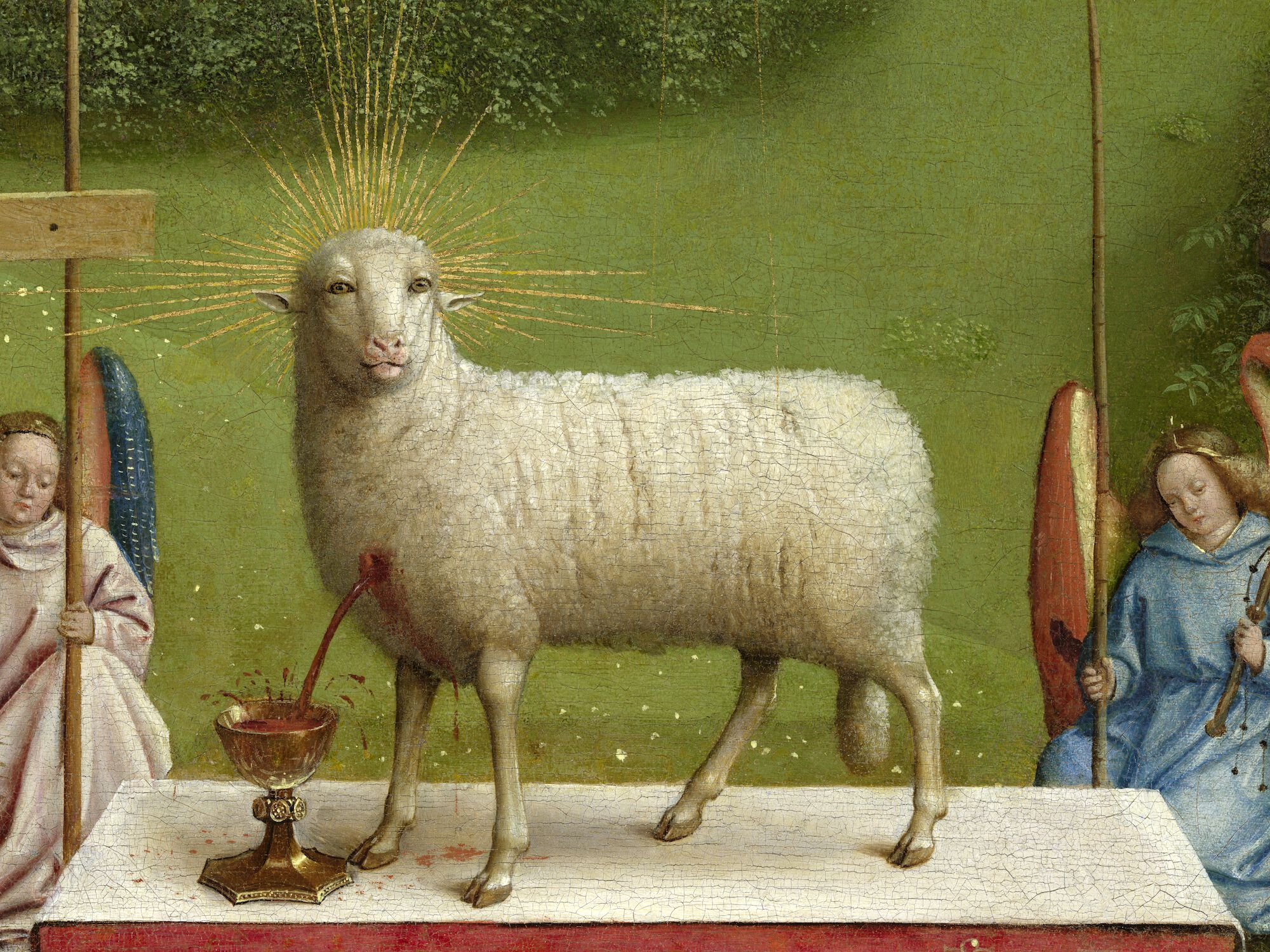
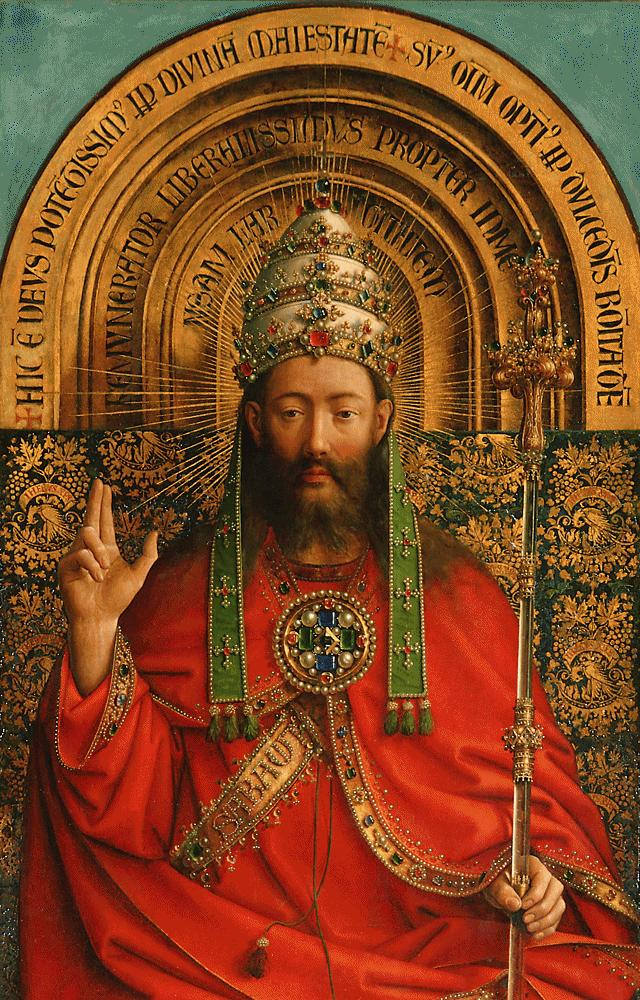
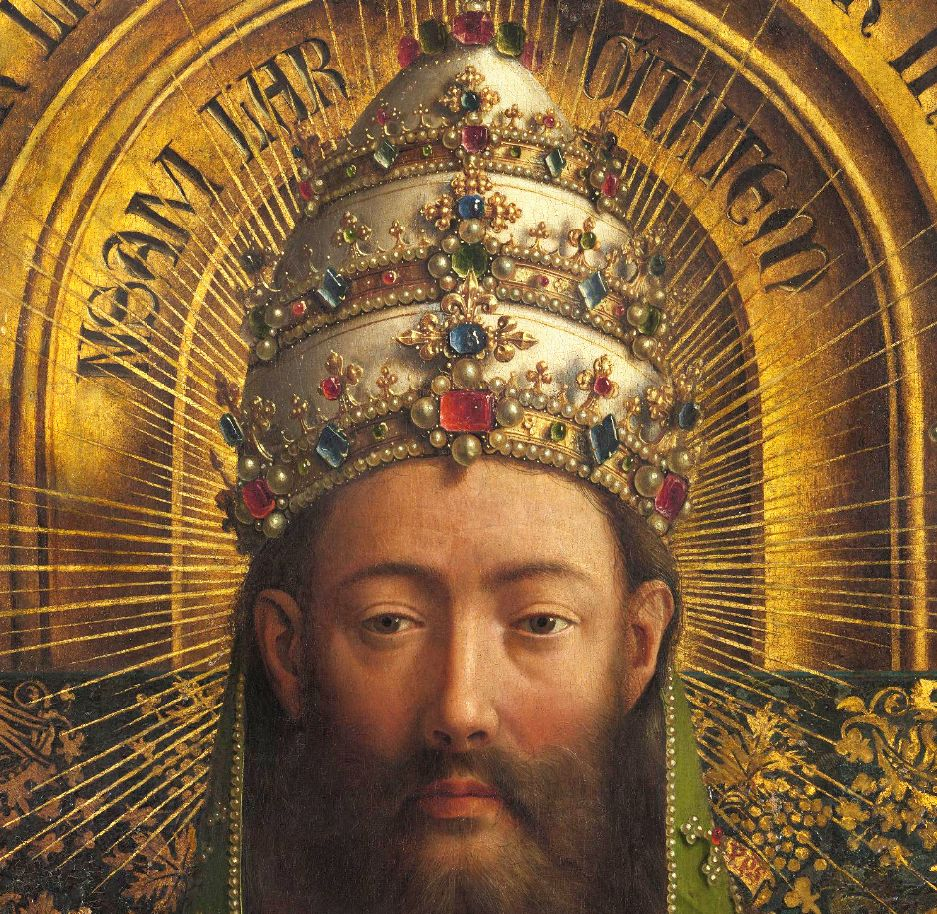
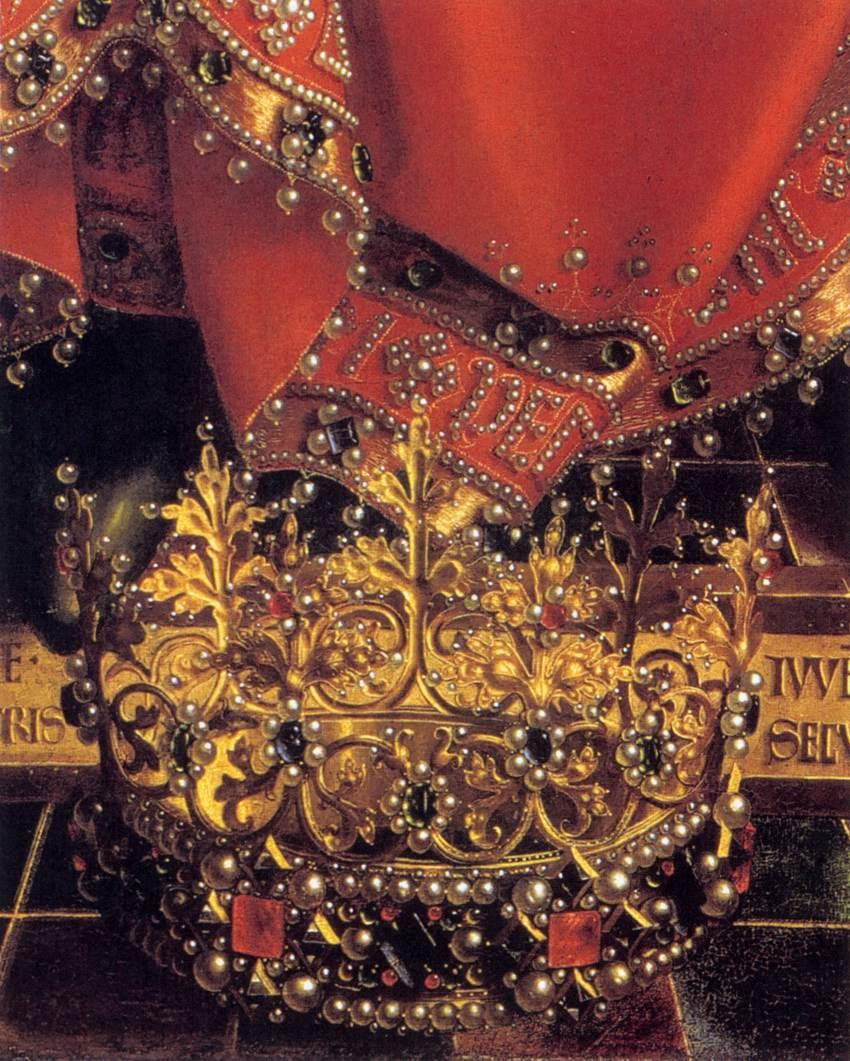

## Дальнейшая история алтаря
История Гентского алтаря полна приключений и трагических событий. Американский социолог и писатель Ной Чарни описывает алтарь как одно из «наиболее пострадавших произведений искусства, ставшее жертвой тринадцати преступлений с момента его установки и семи краж».
В 1566 году во время борьбы Фландрии против агрессии Испании алтарь перенесли из церкви в башню Святого Бавона, а затем в здание ратуши. Победившие в Генте протестанты решили избавиться от алтаря и заодно подарить его английской королеве Елизавете I в благодарность за помощь в войне за независимость. Наследник заказчика алтаря был против и добился того, чтобы алтарь остался в городе. После перехода власти к католикам в 1584 году алтарь установили на прежнем месте.
В 1781 году австрийский император Иосиф II при посещении собора выразил недовольство обнажёнными фигурами Адама и Евы. Створки с их фигурами были сняты и перенесены в церковную библиотеку. Они были заменены копиями с исправлениями, сделанными ещё в 1559 году по распоряжению испанского короля Филиппа II, на которых Адам и Ева были прикрыты кожаными передничками. С 1861 года оригинальные створки хранились в Брюссельском музее.
В 1792 году французы вывезли четыре центральные части алтаря в Лувр. Наполеон хотел получить и боковые створки алтаря. Было предложено обменять эти части алтаря на картины Рубенса, но власти Гента отказались от обмена. Людовик XVIII, ставший королём Франции после поражения Наполеона, в 1815 году вернул Генту четыре створки.
В 1816 году вторая пара створок верхнего ряда с изображениями ангелов и нижние части (кроме центральной «Поклонение Агнцу») были похищены викарием собора и продан брюссельскому торговцу. Антиквар Ньивенхёйс и коллекционер Солли в 1821 году за 16 тысяч фунтов (по тем временам огромная сумма) перепродали створки прусскому королю Фридриху Вильгельму III для берлинского Кайзер-музеума. С 1821 года они находились в Берлинской картинной галерее. На их место в соборе Св. Бавона поместили копии, выполненные в 1559 году М. Кокси, но они были значительно повреждены пожаром 1822 года.
В 1861 году правительство Бельгии за 50 тысяч франков купило оригинальные створки с изображениями Адама и Евы. Собранные части алтаря были помещены в музее Брюсселя.
Во время Первой мировой войны в 1914 году германские войска вторглись в Бельгию, и уполномоченные по художественным ценностям пытались найти части Гентского алтаря в Брюсселе и Генте. Каноник собора Святого Бавона ван ден Гейн с четырьмя помощниками прятали части алтаря до 1918 года. По условиям Версальского мирного договора Генту вернули боковые створки, приобретённые Пруссией в 1821 году для Кайзер-музеума (ныне Музей Боде), чтобы помочь компенсировать «акты разрушения» во время войны. Немцы «горько возмущались потерей панелей».
Но на этом несчастия алтаря не закончились. В ночь с 10 на 11 апреля 1934 года была похищена левая створка нижнего ряда с изображением «Праведных судей». Епископ Гента получил требование выплатить миллион бельгийских франков за похищенное. 25 ноября 1934 года житель Гента Арсен Кудертир, умирая, сообщил на исповеди, что он похитил произведение и спрятал его в своём столе. Однако створку обнаружить не удалось, и в 1941 году она была заменена копией работы художника ван дер Фекена.
Во время Второй мировой войны в 1940 году, в начале очередного вторжения Германии, в Бельгии было принято решение отправить алтарь в Ватикан, чтобы сохранить, но бельгийские нацисты решили подарить алтарь Адольфу Гитлеру. 16 мая 1940 года алтарь на трёх грузовиках был вывезен во Францию и помещён на хранение в замок По. В 1942 году Адольф Гитлер приказал конфисковать алтарь и перевезти его в Германию. Захват, организованный старшим администратором музея Эрнстом Бюхнером при содействии официальных лиц Франции, якобы был направлен на защиту алтаря от войны. С фашистским правительством было подписано соглашение о том, что алтарь можно будет изъять из замка только при согласии трёх сторон — бургомистра Гента, представителя правительства Виши и германского уполномоченного. В сентябре 1942 года представители Германии потребовали передать им Гентский алтарь. Из замка По алтарь перевезли в Париж и объединили с художественными ценностями, отобранными для музея Гитлера в Линце и для частного собрания Геринга. Далее алтарь переправили в замок Нойшванштайн в Баварии.
После того, как налеты авиации союзников сделали замок слишком опасным фашисты приняли решение захоронить художественные сокровища в заброшенных шахтах Альтаусзее. 10 апреля 1945 года в Зальцбург прибыло несколько грузовиков с тяжёлыми ящиками. Гауптштурмфюрер СС Гельмут фон Гуммель с помощниками из штаба Альфреда Розенберга решили уничтожить всё свезённое в шахты. Группа австрийских партизан смогла взять под контроль шахты, и начальник Главного управления имперской безопасности Эрнст Кальтенбруннер приказал остановить взрывы.
8 мая 1945 года Третья американская армия захватила шахты. Алтарь доставили в Мюнхен, а 20 августа 1945 года он вернулся в Бельгию. На церемонии под председательством бельгийской королевской семьи в Королевском дворце в Брюсселе были выставлены 17 панелей. Французские чиновники из правительства Виши не были приглашены.
С 1986 года в собранном виде (с копией утраченной створки) алтарь демонстрировался в раскрытом виде под специальной охраной за стеклом в боковом притворе нартекса, слева от главного входа в собор, так, чтобы одновременно можно было видеть наружные и внутренние створки. Считается, что притвор был ранее пристроен для алтаря Св. Иоанна Евангелиста, поскольку открытие Гентского алтаря в 1432 году произошло 6 мая, в день памяти этого святого.
Копию Гентского алтаря в натуральном размере можно увидеть в Королевском дворце в Брюсселе. В 2010 году полиптих подвергся тщательному научному исследованию в рамках подготовки к масштабным реставрационным работам, которые начались в 2012 году. Первые два этапа были завершены в 2020 году. В 2021 году алтарь также в специальном стеклянном ковчеге перенесли «Придел таинства» (Sacramentskapel) собора. Ковчег имеет специальное освещение, он герметично закрыт со всех сторон для защиты от пыли, влаги и колебаний температуры.
Третий и последний этап реставрации начался в 2023 году и продлится до 2026 года.

## Оценки
«Магия алтаря удивительна, парадоксальность художественного эффекта состоит в том, что натуралистическая живопись — с маниакальной тщательностью выписанные детали: мельчайшие травинки пейзажа, шитьё одежд и морщинки на лицах ангелов — завораживает, гипнотизирует. Иллюзорность изображения при огромных размерах алтаря затягивает внутрь, возникает мистическое пространство, созданное силой религиозного чувства художника. Ни одна из существующих копий не в состоянии передать это впечатление. Не случайно позднее нидерландскую живопись последователей ван Эйка назвали магическим натурализмом»  

«Великое и малое соединились здесь в сложном, постоянном взаимодействии. Всё в мироздании, как видят его художники, взаимопроницаемо и неразрывно: Вселенная, религиозные видения, людские мысли, прелесть обыденных вещей. И кажется, напиши ван Эйки (или ван Эйк?) только эти внешние створки, они уже сотворили бы чудо. Но это ещё прелюдия. За чудом будничным наступает праздничное чудо. Распахиваются створки алтаря. Можно представить себе, каким событием для жителей Гента были дни, когда открытый алтарь, освещал полумрак собора, с каким благоговением любовались люди потоком удивительных красок»
Своеобразно оценил шедевр французский художник и писатель Эжен Фромантен в книге «Старые мастера» (1876). Он назвал столь необычайное произведение «мощным сосредоточением духа»:

«Что касается наших прародителей [Адама и Евы]… Это два диких существа, покрытых волосами, которые вышли из неведомо каких первобытных лесов, ничуть не смущаясь своего безобразия, раздутых тел и тощих ног. К тому же Ева со своим большим животом слишком явно символизирует своё первое материнство. И, однако, всё это в своей наивной причудливости сильно, грубо и очень внушительно. Линии здесь жёсткие, живопись твёрдая, гладкая и плотная, цвет чистый, строгий, ровный, умеренно блестящий. По смелости яркого и насыщенного колорита эта картина предвещает будущую школу Брюгге… Художник… придал лицам героические бороды, которых не носили в современном ему обществе. Он нарисовал эти полные овалы лиц с выпуклыми глазами с пристальным взглядом… и резко очерченными губами… Совершенно живые физиономии. Мало жестов и мало позы… В этих фигурах — сжатый очерк духовной жизни до и после Христа»

## Реставрации алтаря
Первая значительная реставрация алтаря была проведена в 1550 году нидерландскими живописцами Ланселотом Блонделем и Яном ван Скорелем после более ранней и плохо выполненной очистки Яна ван Скореля, которая привела к повреждению отдельных фрагментов. Работа 1550 года была выполнена с тщательностью и почтением, о которых современники писали: «делали с такой любовью, что целовали это искусное произведение во многих местах». Пределла, состоящая из ряда небольших квадратных панелей, написанных красками на водной основе, была уничтожена пожаром в XVI веке. Во время протестантской Реформации произведение было перенесено из капеллы сначала на чердак, а затем в здание ратуши, где оно оставалось в течение двух десятилетий. В 1662 году гентскому художнику Антуну ван ден Хевелю было поручено очистить красочный слой.
Последующие реставрационные работы начались в 1950—1951 годах из-за повреждений, полученных во время пребывания алтаря в австрийских шахтах во время Второй мировой войны. В этот период к панелям была применена новая исследовательская технология, такая как рентгеноскопия.
В октябре 2012 года началась новая длительная реставрация по программе Музея изящных искусств Гента. Проект с бюджетом в 2,2 миллиона евро был реализован Королевским институтом культурного наследия (KIK-IRPA). В музее одновременно находились только панели, над которыми работали, а остальные оставались выставленными в соборе. В музее посетители могли наблюдать за ходом работ из-за стеклянной ширмы.
Восемь внешних панелей были восстановлены в период с 2012 по 2016 год; оказалось, что около 70 % поверхности внешних панелей было «записано» в XVI веке, и это открытие стало возможным благодаря достижениям в области методов компьютерной визуализации 2010-х годов. Математик Ингрид Добеши и группа сотрудников разработали новые математические методы, позволяющие обратить вспять эффекты старения, а также выявить и устранить последствия прошлых злополучных усилий по «поновлению живописи». Используя высокоточные фотографии и рентгеновские снимки, а также различные методы фильтрации, группа техников нашла способ автоматически обнаруживать трещины, вызванные старением. Им удалось расшифровать видимый текст полиптиха, приписываемый Фоме Аквинскому.
Реставрация пяти нижних панелей заняла три года, она завершилась в январе 2020 года и алтарь был возвращён в собор Святого Бавона.
Заметным событием стало раскрытие оригинального лика Агнца Божьего; оригинальный Агнец имеет необычно гуманоидные черты, с обращённым вперед пристальным взглядом, будто изучающим зрителя.